# Wulumuqi He
Wulumuqi He är ett vattendrag i Kina. Det ligger i den autonoma regionen Xinjiang, i den nordvästra delen av landet, omkring 50 kilometer sydväst om regionhuvudstaden Ürümqi.
Genomsnittlig årsnederbörd är 338 millimeter. Den regnigaste månaden är juni, med i genomsnitt 71 mm nederbörd, och den torraste är januari, med 6 mm nederbörd.